# Ilona Ostrowska
Ilona Ostrowska (ur. 25 maja 1974 w Szczecinie) – polska aktorka filmowa i teatralna.

## Życiorys
Jest jedną z dwóch córek marynarza i gospodyni domowej. Na początku lat 90. występowała w awangardowym Teatrze „Performer” w Zamościu. W 1993 ukończyła Liceum Ogólnokształcące w Wysokiem na Lubelszczyźnie, wcześniej uczęszczała do II Liceum im. Marii Konopnickiej w Zamościu. W 1998 ukończyła filię wrocławską krakowskiej PWST.
Pracowała we Wrocławiu w Teatrze Polskim i Teatrze K2. Od 2002 do 2011 była aktorką Teatru Współczesnego w Warszawie. Największą popularność wśród telewidzów przyniosła jej rola Lucy, Amerykanki polskiego pochodzenia w serialu TVP1 Ranczo.
Wiosną 2018 brała udział w trzecim sezonie programu TVN Agent – Gwiazdy, w którym wcieliła się w rolę tytułowego agenta.

## Życie prywatne
W latach 2004–2012 była żoną aktora i reżysera Jacka Borcucha, z którym ma córkę, Miłosławę (ur. 2006). Następnie związała się z reżyserem Krzysztofem Garbaczewskim. Jej obecnym partnerem jest Patryk Stawiński, basista zespołu Kobiety. Ma z nim syna, Gustawa.

## Teatr

### Teatr Współczesny w Warszawie
- 2001: Imię, jako siostra
- 2001: Bambini di Praga, jako Nadzia
- 2003: Stracone zachody miłości, jako Żankietta
- 2004: Nieznajoma z Sekwany, jako Irena
- 2004: Pielęgniarki z nocnej zmiany

### Teatr Telewizji
- 1998: Prawiek i inne czasy, jako Adelka
- 1999: Historia PRL według Mrożka, jako Dziennikarka
- 2001: Przemiana 1999, jako Ekspedientka
- 2001: Siedem dalekich rejsów, jako Anita

## Filmografia
- 1998–1999: Życie jak poker, jako Magda
- 2000: Sezon na leszcza (obsada aktorska)
- 2001: Głośniej od bomb, jako Magda
- 2001: M jak miłość, jako dziennikarka Sylwia Markowska (odc. 33)
- 2001: Cisza, jako przyjaciółka Mimi
- 2002: Dzień świra, jako pasażerka pociągu z „dupką w gruszkę” (w obsadzie podano błędne imię Iwona)
- 2002: Kasia i Tomek, jako Zuzia; tylko głos (Seria III/odc. 2)
- 2003: Marcinelle, jako Mogile Ernesto
- 2003: M jak miłość, jako przedstawicielka agencji nieruchomości pośrednicząca w zakupie mieszkania przez Norberta (odc. 187)
- 2003: Na Wspólnej, jako właścicielka samochodu kupionego przez Leszka Nowaka (odc. 209, 252 i 253)
- 2004: Tulipany, jako Ola, dziewczyna „Dzieciaka”
- 2004: Długi weekend, jako żona wspólnika
- 2004: Kryminalni, jako Skorupska (odc. 11)
- 2004: Talki z resztą, jako dziennikarka Bożena Nowakowska (odc. 3)
- 2006: Samotność w sieci, jako żona Jacka
- 2006–2009, 2011–2016, od 2025: Ranczo, jako Lucy Wilska, żona Kusego
- 2006: Mrok, jako Helena Morsztyn (odc. 8)
- 2007: Ranczo Wilkowyje, jako Lucy Wilska
- 2008: Ile waży koń trojański?, jako Zosia Albrecht-Radecka
- 2009: Droga do raju, jako Ela Duszyńska
- 2009: Naznaczony, jako prokurator Laura, narzeczona Roberta Brajtnera (odc. 7)
- 2010: Kołysanka, jako Elżbieta Borowicz, redaktorka z TVP
- 2010: Szpilki na Giewoncie, jako Zosia „Niedźwiedzica” (odc. 13)
- 2011–2012: Bez tajemnic, jako Anita Skotnicka
- 2011: Hotel 52, jako Wera Ignaciuk (odc. 45)
- 2012: Misja Afganistan, jako porucznik Justyna Winnicka, oficer TOC
- 2013: Prawo Agaty, jako Nina Trzaska, żona Borysa (odc. 38)
- 2014: Sama słodycz, jako psychoterapeutka Sylwia Malinowska
- 2014: Na krawędzi 2, jako Wanda Malarska vel pani Lande (odc. 1-4)
- 2015–2021: Na dobre i na złe, jako mecenas Kasia Falkowicz
- 2017: Ojciec Mateusz, jako doktor Mira Dłuska (odc. 226)
- 2017: Komisarz Alex, jako Alina Styczyńska, żona Andrzeja (odc. 119)
- 2018: Narzeczony na niby, jako kobieta w taksówce
- 2018: W rytmie serca, jako Wioletta, żona Artura, matka Sary i babcia Igi (odc. 35)
- 2018: 7 uczuć, jako wychowawczyni
- 2018–2019: Pod powierzchnią, jako Justyna Kostrzewa
- 2018: Ślepnąc od świateł, jako Marta, była żona Mariusza (odc. 3 i 6)
- 2019: Interior jako matka dziewczynki
- 2020: Swingersi jako Dorota
- 2020: Będzie dobrze, kochanie jako Lilka, matka Justyny
- 2021: To musi być miłość jako Maria
- 2021: Osaczony jako Anita Górska, żona Michała
- 2021: Druga połowa jako pani profesor
- 2021: Warszawianka (serial TV)[5]
- 2022: Pod wiatr jako Aldona
- 2022: Komisarz Mama jako komisarz Beata Lorek[6]
- 2023: Sortownia[7], jako Reni